# أليكسي إيفانوف
اليكسي ايفانوف (بالروسية: Иванов, Алексей Сергеевич)‏ هو لاعب هوكي الجليد روسي وكازاخستاني، ولد في 4 مايو 1988 في أومسك في روسيا.

## وصلات خارجية
- أليكسي إيفانوف على موقع دوري الهوكي للقارات (الإنجليزية)
- أليكسي إيفانوف على موقع EliteProspects.com (الإنجليزية)
- أليكسي إيفانوف على موقع Eurohockey.com (الإنجليزية)
- أليكسي إيفانوف على موقع HockeyDB.com (الإنجليزية)